# 塞略奧爾科山 (科拉科拉-烏帕瓦喬)
14°44′25″S 73°42′26″W / 14.74028°S 73.70722°W
塞略奧爾科山（Q'illu Urqu），是秘魯的山峰，位於該國中南部阿亞庫喬大區，由科拉科拉區和烏帕瓦喬區負責管轄，屬於安地斯山脈的一部分，海拔高度5,185米。